# Ruddy Buquet
Ruddy Buquet (Amiens, Francia; 29 de enero de 1977) es un árbitro  de fútbol de Francia. Es internacional FIFA desde el año 2011.

## Trayectoria
Su profesión es agente comercial. Es árbitro de la Ligue 1 desde el 2008, habiendo arbitrado la Ligue 2 desde el año 2005. También es designado, de forma regular, para los partidos de la Liga de Campeones de la UEFA y la Liga Europa de la UEFA.

## Temporadas
| Categoría | País    | Año               |
| --------- | ------- | ----------------- |
| Ligue 2   | Francia | 2005 - 2008       |
| Ligue 1   | Francia | 2008 - Actualidad |